# Klass I i ishockey 1927/1928
Klass I i ishockey 1927/1928 var andraserien i Sverige säsongen 1927/28. Inför säsongen hade seriesystemet organiserats om och de fyra främsta lagen från förra säsongens Klass I flyttades till Elitserien. Resterande fyra lag från Klass I fick fortsätta i den nya andraserien ihop med Karlbergs BK och Djurgårdens IF från Klass II. Serien spelades som dubbelserie i tio omgångar.

## Poängtabell
| Nr | Lag            | S  | V | O | F | GM | IM | MK   | P  |
| -- | -------------- | -- | - | - | - | -- | -- | ---- | -- |
| 1  | Karlbergs BK   | 10 | 8 | 0 | 2 | 28 | 14 | 2    | 16 |
| 2  | Djurgårdens IF | 10 | 6 | 2 | 2 | 18 | 8  | 2.25 | 14 |
| 3  | IF Linnéa      | 10 | 5 | 3 | 2 | 27 | 11 | 2.45 | 13 |
| 4  | Nacka SK       | 10 | 3 | 5 | 2 | 18 | 15 | 1.2  | 11 |
| 5  | Tranebergs IF  | 10 | 2 | 0 | 8 | 7  | 29 | 0.24 | 4  |
| 6  | IFK Stockholm  | 10 | 0 | 2 | 8 | 14 | 35 | 0.4  | 2  |